# Industry (Pennsylvania)
Industry  è una borough degli Stati Uniti d'America, nella contea di Beaver nello Stato della Pennsylvania. Secondo il censimento del 2000 la popolazione è di 1.921 abitanti.

## Società

### Evoluzione demografica
La composizione etnica vede una prevalenza della razza bianca (96,88%) seguita da quella afroamericana (1,93%), dati del 2000.
| borough di Industry Popolazione |       |
| 2000                            | 1.921 |
| Stima al 2009                   | 1.775 |